# Lucio Fraire
General Lucio Fraire fue un militar mexicano que participó en la Revolución mexicana. Primero se unió al constitucionalismo sublevándose primero en contra el gobierno de Victoriano Huerta y en 1914 se pasó al villismo siendo nombrado coronel de caballería en la Brigada José Isabel Robles hasta que llegó a general. Fue hecho prisionero por los carrancistas en la Hacienda de Los otates, Durango, y fusilado inmediatamente. 